# Štefanec (priimek)
Štefanec je priimek več znanih Slovencev:
- Ana Štefanec Knez (* 1984), plesalka sodobnega plesa
- Boris Štefanec (* 1954), pravnik, predsednik protikorupcijske komisije (KPK)
- Franc Štefanec, nogometaš
- Franjo Štefanec (1922–2006), ekonomist, univ. prof.
- Katja in Vesna Štefanec, aktivistki LGBTQ skupnosti
- Nataša Ribič Štefanec (* 1963), slikarka, grafičarka
- Vladimir P. Štefanec, tudi Duško V. Štefanec (* 1964), filozof, pisatelj, likovni kritik in publicist